# 89 (numero)
Ottantanove (89)  è il numero naturale dopo l'88 e prima del 90.

## Proprietà matematiche
- È un numero dispari.
- È un numero difettivo.
- È il 24º numero primo, dopo l'83 e prima del 97.
  - È un numero primo di Sophie Germain.
  - È un numero primo di Eisenstein.
- È l'11º numero della successione di Fibonacci, dopo il 55 e prima del 144.
- È il 7º numero di Markov.
- Non è la somma di due numeri primi.
- È la somma delle sue cifre sommata al prodotto delle sue cifre: 8+9+(8*9)=89.
- È il primo elemento della catena di Cunningham del primo tipo (89, 179, 359, 719, 1439, 2879).
- È un numero altamente cototiente.
- È parte delle terne pitagoriche (39, 80, 89), (89, 3960, 3961).
- È un numero palindromo nel sistema di numerazione posizionale a base 8 (131).
- È un numero intero privo di quadrati.

## Astronomia
- 89P/Russell è una cometa periodica del sistema solare.
- 89 Julia è un asteroide della fascia principale del sistema solare.
- NGC 89 è una galassia spirale della costellazione della Fenice.

## Astronautica
- Cosmos 89 è un satellite artificiale russo.

## Chimica
- È il numero atomico dell'Attinio (Ac).

## Simbologia

### Smorfia
- Nella Smorfia il numero 89 è "La vecchia".